# Макаренко, Пахом Михайлович
Пахо́м Миха́йлович Мака́ренко (1904—1983) — советский хозяйственный, государственный и политический деятель.

## Биография
Родился в 1904 году в Одессе. Член КПСС.
С 1916 года — на хозяйственной, общественной и политической работе. В 1916—1969 гг. — юнга, матрос, помощник капитана на судах Черноморского пароходства, начальника отдела морской инспекции, начальник Одесского морского порта, заместитель начальника Черноморско-Азовского пароходства, начальник Главного управления морских портов, начальник сухогрузного пароходства «Каспфлот», начальник Черноморского пароходства, начальник Дальневосточного пароходства, начальник экспедиции по перегону 60000-тонного плавучего дока с Балтики; начальник Ильичевского морского торгового порта, капитан судов «Василий Головин», «Волгонефть», «Кострома», капитан-наставник Одесского портофлота.
Умер в Одессе в 1983 году. Похоронен на Втором Христианском кладбище Одессы.